# Ерсінге (Де-Волден)
Ерсінге (нід. Eursinge) — селище в нідерландській провінції Дренте. Входить до муніципалітету Де-Волден.
Його площа становить 5,53 км², а населення станом на 2021 рік складало 105 осіб.